# Remote Control Productions (Công ty Mỹ)
Remote Control Productions, Inc. là một công ty làm nhạc phim do nhà soạn nhạc Hans Zimmer điều hành và có trụ sở tại Santa Monica, California. Ban đầu được biết đến với tên gọi Media Ventures Entertainment Group, do Jay Rifkin và Hans Zimmer hình thành và thành lập, công ty đổi tên sau khi cả hai đối tác đệ đơn kiện nhau. Ngày nay, Remote Control Productions là ngôi nhà chung của một nhóm lớn các nhà soạn nhạc do Zimmer cố vấn, nhiều người trong số họ đã trở nên rất thành công và tự đứng ra mở công ty riêng.
Remote Control Productions là người đứng đằng sau bản nhạc huyền thoại của các bộ phim bom tấn như Cướp biển vùng Caribbean, Người sắt, Gladiator, Mission: Impossible 2, The Last Samurai, Transformers, Hancock, Kingdom of Heaven, The Da Vinci Code, Inception, Sherlock Holmes và phần tiếp theo của nó, và The Dark Knight Trilogy, cùng với những bộ phim hoạt hình thành công như loạt phim Shrek, Kung Fu Panda, Madagascar, The Lion King, v.v. Nhiều nhà soạn nhạc từ Remote Control Productions cũng đã sáng tác nhạc cho các trò chơi điện tử thành công như series Metal Gear và Skylanders, The Sims 3, Gears of War 2, Call of Duty: Modern Warfare và phần tiếp theo của nó, Call of Duty: Modern Warfare 2, Crysis 2, Assassin's Creed: Revelations và Assassin's Creed III. Harry Gregson-Williams là nhà soạn nhạc đầu tiên của Media Ventures làm việc trong lĩnh vực trò chơi điện tử trên Metal Gear Solid 2: Sons of Liberty vào năm 2001. Klaus Badelt, Stephen Barton, Steve Jablonsky, Lorne Balfe và Hans Zimmer gia nhập vài năm sau đó.